# Bayon

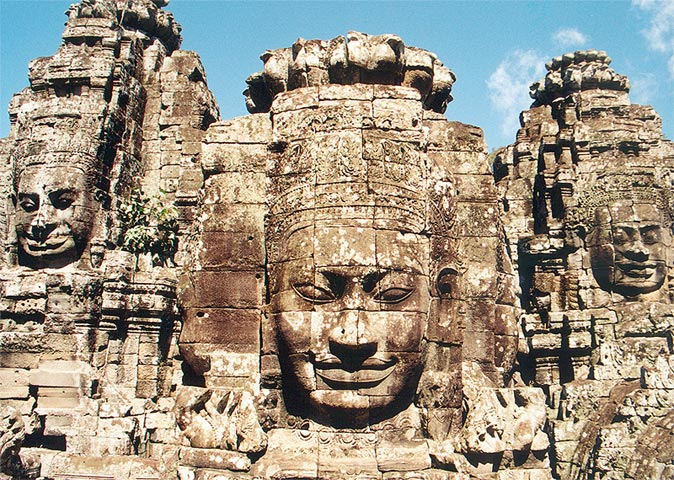
Bayon (2001)

Der Bayon (Khmer: ប្រាសាទបាយ័ន; ursprünglich Madhyadri) ist neben dem Angkor Wat die bekannteste und eindrucksvollste Tempelanlage in Angkor (Provinz Siem Reap, Kambodscha) – berühmt vor allem wegen seiner Türme mit meterhohen, aus Stein gemeißelten Gesichtern.

## Geschichte
Im späten 12. Jahrhundert begann König Jayavarman VII. (regierte von 1181 bis ca. 1219) mit dem Bau der neuen Hauptstadt des Khmer-Reiches, Angkor Thom (große Stadt). Im Zentrum der 9 km² großen, von einer Mauer umgebenen, etwa 1 km nördlich von Angkor Wat beginnenden Stadt wurde der Bayon als Haupttempel errichtet.
Seit dem 15. Jahrhundert, als das Reich der Khmer vom aufstrebenden Thai-Königreich Ayutthaya besiegt und Angkor verlassen worden war, geriet auch Angkor Thom und damit der Bayon weitgehend in Vergessenheit. Zwar war das Gebiet von Angkor auch weiterhin bewohnt und wurde landwirtschaftlich genutzt, die meisten Tempel außer dem Angkor Wat wurden aber kaum mehr besucht und vom tropischen Wald überwuchert.
Ende des 19. Jahrhunderts erwachte das Interesse europäischer Wissenschaftler und in der Folge auch der europäischen Öffentlichkeit (siehe auch: Henri Mouhot) an diesem Teil des französischen Kolonialreiches in Indochina. Die archäologischen Arbeiten wurden allerdings wegen des Ersten und Zweiten Weltkrieges, des Indochinakrieges, des auf Kambodscha übergreifenden Vietnamkrieges und schließlich der Machtergreifung der Roten Khmer für Jahrzehnte unterbrochen.
Seit den späten 1980er Jahren, nach dem Ende der Herrschaft der Roten Khmer und der vietnamesischen Besatzung, wurde der Bayon, wie die anderen Tempelanlagen in Angkor, wieder weitgehend restauriert (siehe auch Anastilosis). Beteiligt sind daran, koordiniert vom International Coordinating Committee (ICC) der UNESCO, Archäologen des kambodschanischen Instituts Authority for the Protection and Management of Angkor and the Region of Siem Reap (APSARA), der französischen École française d’Extrême-Orient, des deutschen German Apsara Conservation Project (GACP) und der FH Köln, sowie das Japanese Government Team for Safeguarding Angkor (JSA) und der US-amerikanische World Monuments Fund (WMF).
Seit 1992 wird der Bayon, als Teil von Angkor, auf der Weltkulturerbe-Liste der UNESCO geführt.

## Religiöse Bedeutung
Die Khmer waren zur Zeit der Errichtung Angkor Thoms teilweise Anhänger des Hinduismus und teilweise Buddhisten. Wie viele Tempel in Angkor spiegelte auch der Bayon den Synkretismus der Khmer wider und beherbergte sowohl hinduistische Götterbilder wie auch dem Buddha gewidmete Heiligtümer. Jayavarman VII. selbst war Anhänger des Mahayana-Buddhismus (im heutigen Kambodscha ist der Theravada-Buddhismus vorherrschend). So wurde das zentrale Heiligtum des Tempels dem Buddha geweiht.

## Architektur

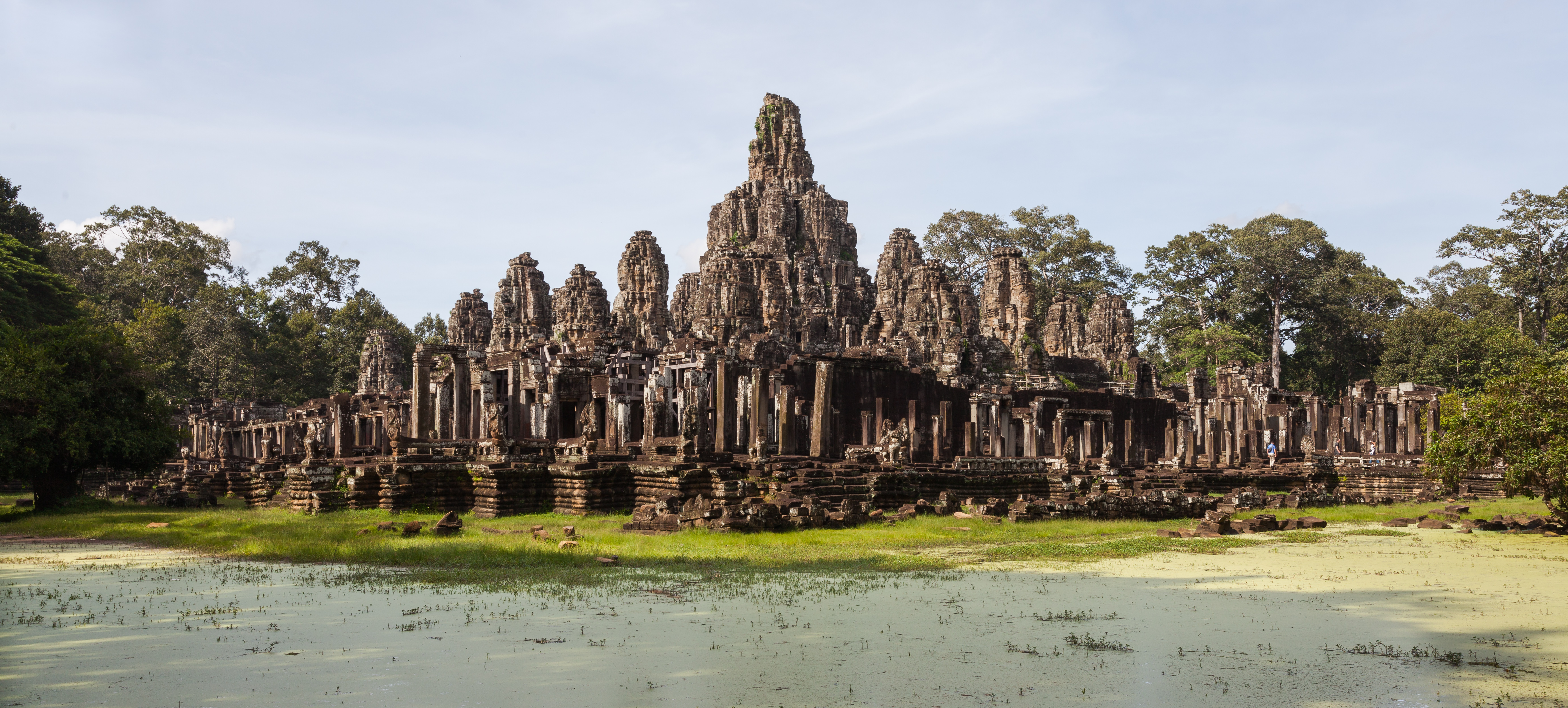
Bayon

Der Bayon unterscheidet sich durch mehrere Besonderheiten von anderen Tempeln in Angkor, insbesondere:
- das zentrale Heiligtum ist rund, nicht quadratisch,
- die Tempelanlage wurde über Jahrhunderte umgebaut und erweitert und dadurch komplexer als andere Bauten,
- der Tempel ist nicht von einer Mauer umgeben, sondern von offenen Säulengängen,
- auf den Türmen wurden rund 200 bis zu 7 Meter hohe Gesichter des Lokeshvara in den Stein gehauen.

### Komplexität der Anlage
Viele der Könige von Angkor ließen während ihrer Regentschaft eigene Tempel, manchmal auch neue Hauptstädte, errichten. Der Bayon, wie auch die Stadt Angkor Thom, wurden hingegen nicht zuletzt wegen ihrer architektonischen Qualität auch nach Jayavarman VII. von einer Reihe der folgenden Könige weiterbenutzt.
Der Tempel wurde dabei nicht wie manche andere zerstört, um an seiner Stelle einen neuen zu errichten oder die Steine für ein anderes Bauwerk zu benutzen, sondern immer wieder um Zubauten ergänzt. Am Ende der Bautätigkeiten ergab sich dadurch ein hochkomplexes Gesamtbild mit einer Vielzahl von Treppen, kleineren Tempeln, Säulengängen und oft sehr engen Wegen.

### Gesichter-Türme

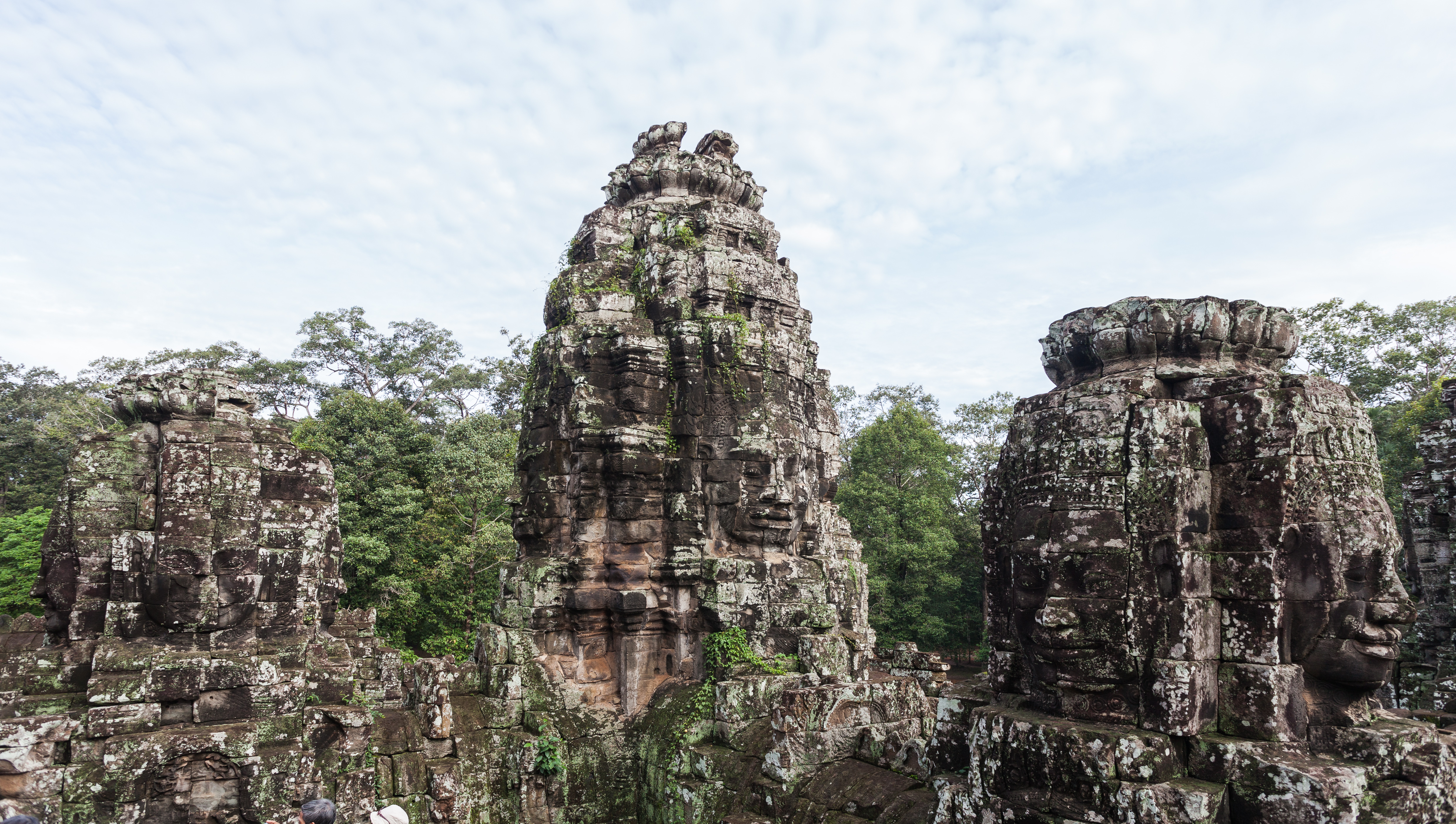
Gesichtertürme

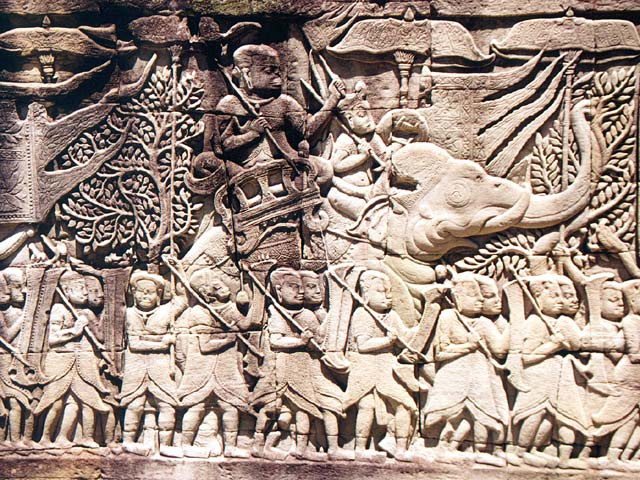
Relief: Kriegszug

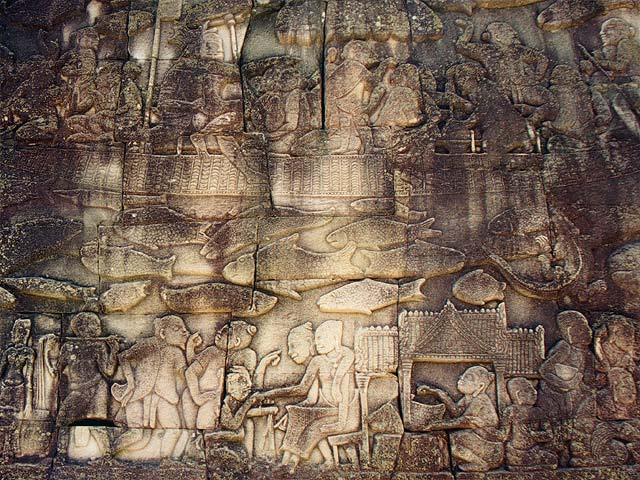
Relief: Marktszene und symbolische Darstellung des Tonle Sap

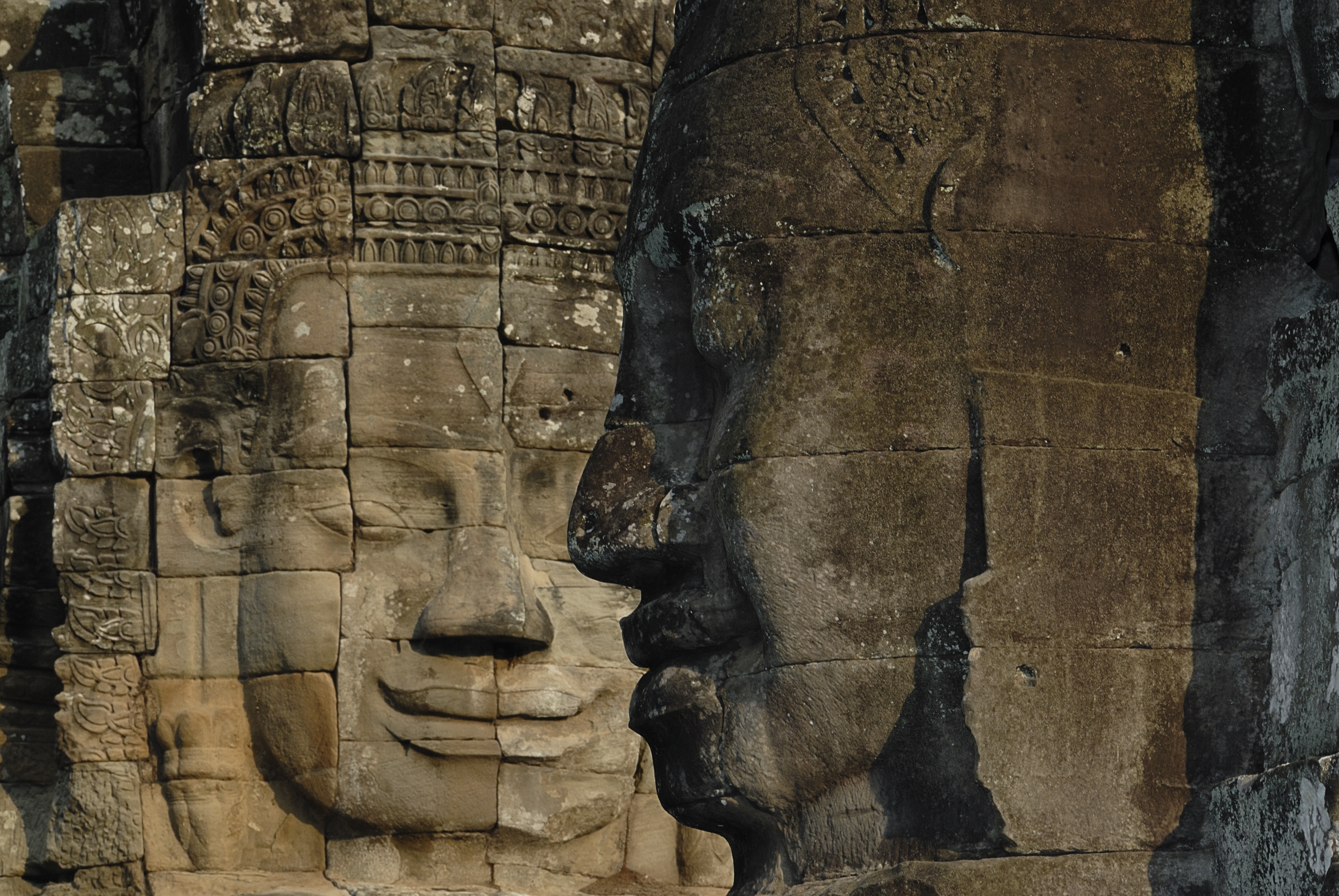
Das geheimnisvolle Lächeln von Angkor

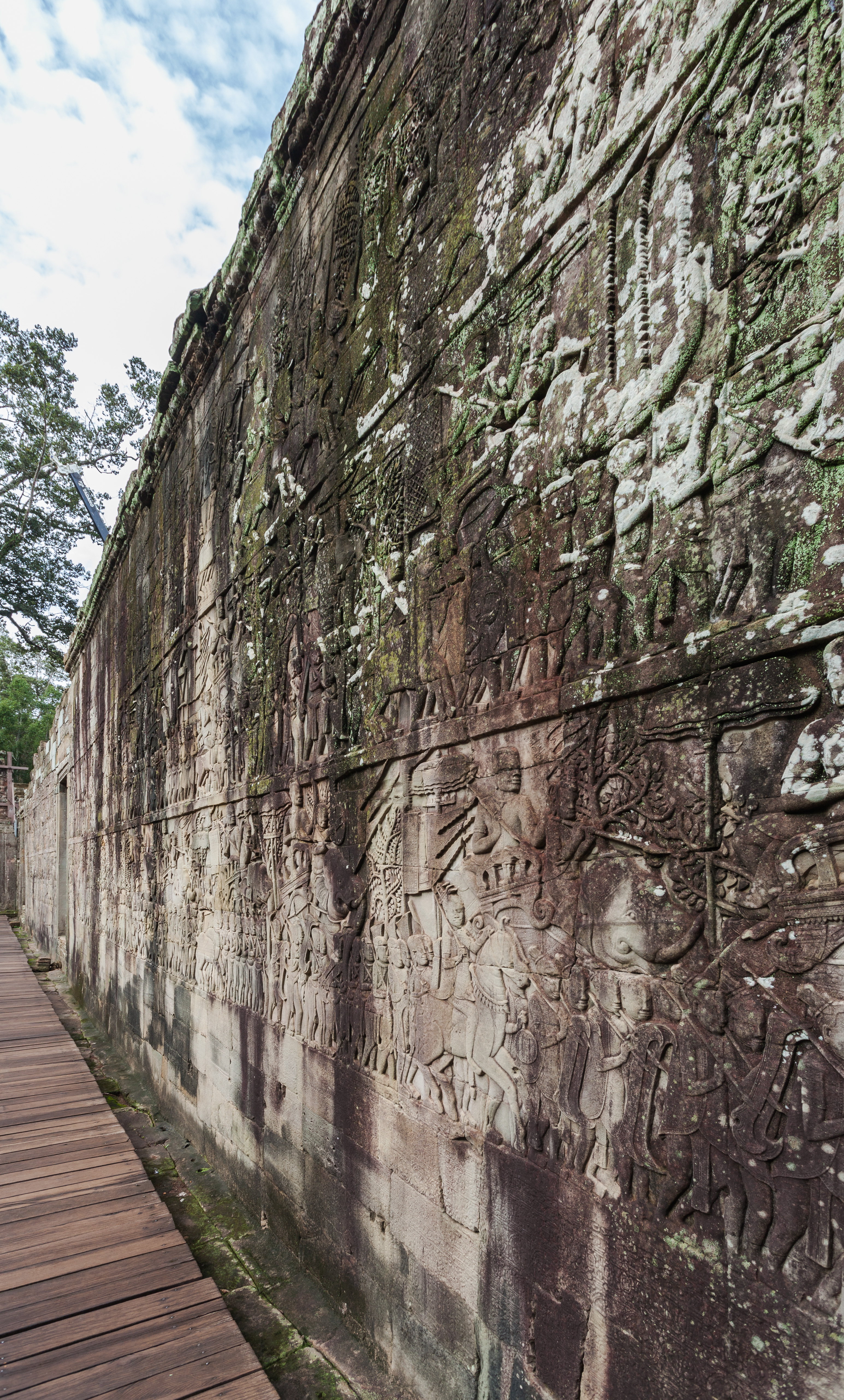
Flachrelief

Das auffallendste architektonische Merkmal des Tempels sind die Türme mit den meterhohen lächelnden Gesichtern des Bodhisattva Lokeshvara (auch Avalokiteshvara). Noch ist nicht endgültig geklärt, ob das Gesicht des Königs als Vorbild für diese Darstellungen diente, dies wird aber für naheliegend gehalten, da der Kult des Bodhisattva mit dem Kult des vergöttlichten Königs (Devaraja) eng verbunden war.
Ursprünglich betrug die Anzahl der Türme 49 (andere Rekonstruktionen gehen von 54 aus), von denen heute nur noch 37, zum Teil wiedererrichtete, stehen. Auf den meisten Türmen sind vier Gesichter zu sehen die nach den vier Haupthimmelsrichtungen ausgerichtet sind, während manche nur zwei oder drei tragen. Insgesamt beträgt die Anzahl der Gesichter rund 200.

### Reliefs
Gegenüber dem Angkor Wat liegt beim Bayon der gestalterische Schwerpunkt nicht in der Architektur, sondern in den lebensnahen plastischen Reliefs, die den Gesamteindruck prägen. Der zentrale Tempelberg ist von zwei konzentrischen, quadratisch angelegten Galerien umgeben, deren Wände eine Reihe von Reliefs tragen. Jene der äußeren Galerie zeigen historische Erzählungen der Khmer, wie zum Beispiel aus den Kriegen gegen die Cham (einem östlich gelegenen Nachbarreich im heutigen südlichen Vietnam), den fischreichen Tonle-Sap-See und Alltagsszenen aus dem Leben des Königs und der Bewohner der Stadt Angkor Thom. Die Reliefs der inneren Galerie stellen neben weiteren Illustrationen historischer Ereignisse auch eine Reihe von Szenen aus der hinduistischen Mythologie dar.
Von besonderer Bedeutung für Historiker sind die Darstellungen des Alltags der Khmer. Am Angkor Wat zeigen die Reliefs überwiegend höfische Zeremonien, mythologische und militärgeschichtliche Schilderungen. Dagegen finden sich am Bayon außerdem zahlreiche volkstümliche Szenen, auf denen unter anderem symbolisch Musikinstrumente abgebildet sind. Einige von ihnen lassen sich identifizieren, da sie bis heute gespielt werden. Die fast ausgestorbene Stabzither kse diev kommt einzig auf Reliefs am Bayon vor. Mehrfach ist die Bogenharfe pinn abgebildet, die in Asien nur noch in Gestalt der burmesischen saung gauk überlebt hat. Das Schneckenhorn saing war für religiöse Rituale wichtig, es taucht häufig im Hintergrund auf. Die Zylindertrommel ist heute als skor arakh im Gebrauch.
Es gibt keinerlei schriftliche Aufzeichnungen aus dem historischen Angkor. Geschrieben wurde damals auf Palmblättern, und diese sind, wie die Holzbauten der Menschen, dem tropischen Klima zum Opfer gefallen. Die einzige bekannte authentische Erzählung über die Blütezeit Angkors stammt von Zhou Daguan, einem chinesischen Botschafter, der von August 1296 bis Juli 1297 ein Jahr in Chenla, so der chinesische Name für das Khmer-Königreich, verbrachte.